# Falkenbergs FF
Falkenberg fodboldforening (FFF) er en svensk fodboldklub fra Falkenberg (i Halland) stiftet den 3. januar 1928, som spiller i den næsthøjeste svenske række, Superettan. Holdet spiller i gule bluser og hvide bukser. Hjemmebanen har navnet Falcon Alkoholfri Arena. Ordet "alkoholfri" er inkluderet for at overholde svensk alkohollovgivning. 
Efter at have spillet i de nedre divisioner i lang tid gik holdet til Superettan, efter at have kvalificeret sig mod FC Trollhättan i 2002, før de gennem sejr i Superettan 2013 kvalificerede sig til spil i den bedste række Allsvenskan, hvor de spillede tre sæsoner. Efter to sæsoner i Superettan 2017-2018 rykkede de igen op i Allsvenskan til 2019.

## Kendte spillere
- Pär Zetterberg
- Henrik Bertilsson
- Daniel Alexandersson
- David Elm
- Viktor Elm
- Erik Johansson
- Gustaf Nilsson
- Niclas Eliasson

## Statistik
| År        | Serie                      | Pl. | Træner                            | Topscorer                                            | Gennemsnitligt publikum |
| 1928-1929 | III sydsvenska serien      | 8   |                                   |                                                      |                         |
| 1929-1930 | III sydsvenska serien      | 9   | Thure Claesson                    |                                                      |                         |
| 1930-1931 | III sydsvenska serien      | 9   | Thure Claesson                    | Tobias Svensson                                      |                         |
| 1931-1932 | III sydsvenska serien      | 7   | Thure Claesson                    | Alvar Nylander                                       |                         |
| 1932-1933 | III sydsvenska serien      | 10  | Henning Svensson                  | Tobias Svensson                                      |                         |
| 1933-1934 | I Halland                  | 1   | Henning Svensson                  | Evert Svensson                                       |                         |
| 1934-1935 | III sydsvenska serien      | 4   | Tobias Svensson                   | Alvar Nylander                                       |                         |
| 1935-1936 | III västsvenska södra      | 7   | Tobias Svensson                   | Gösta Jansson                                        |                         |
| 1936-1937 | III västsvenska södra      | 6   | Tobias Svensson                   | Gustav Möller                                        |                         |
| 1937-1938 | III västsvenska södra      | 2   | Tobias Svensson                   | Gösta Jansson                                        |                         |
| 1938-1939 | III västsvenska södra      | 2   | Tobias Svensson                   | Gustav Möller                                        |                         |
| 1939-1940 | III västsvenska södra      | 3   | Tobias Svensson                   | Gösta Jansson                                        |                         |
| 1940-1941 | III västsvenska södra      | 2   | Tobias Svensson                   | Rolf Svensson                                        |                         |
| 1941-1942 | III norra sydsvenskan      | 5   | Tobias Svensson                   | Rolf Svensson                                        |                         |
| 1942-1943 | III norra sydsvenskan      | 3   | Tobias Svensson                   | Oskar Larsson                                        |                         |
| 1943-1944 | III norra sydsvenskan      | 2   | Tobias Svensson                   | Curth Nilsson                                        |                         |
| 1944-1945 | III norra sydsvenskan      | 1   | Tobias Svensson                   | Gösta Jansson                                        |                         |
| 1945-1946 | III norra sydsvenskan      | 2   | Tobias Svensson                   | Curth Nilsson                                        |                         |
| 1946-1947 | III norra sydsvenskan      | 1   | Tobias Svensson                   | Curth Nilsson                                        |                         |
| 1947-1948 | III Södra Götaland         | 5   | Erik Göransson                    | Hans-Eje Nylander                                    |                         |
| 1948-1949 | III Södra Götaland         | 5   | Henry Antfors                     | Rolf Nylander                                        |                         |
| 1949-1950 | III Södra Götaland         | 9   | Henry Antfors                     | Hans-Eje Nylander                                    |                         |
| 1950-1951 | IV norra sydsvenskan       | 1   | Henry Antfors                     | Stig Svensson                                        |                         |
| 1951-1952 | III Södra Götaland         | 5   | Nils Rydell                       | Stig Svensson                                        |                         |
| 1952-1953 | III Södra Götaland         | 8   | Gösta Lambertsson                 | Erik Fingal Mårtensson Gunnar Svensson Gert Karlsson |                         |
| 1953-1954 | III Södra Götaland         | 5   | Tobias Svensson                   | Arne Johansson                                       |                         |
| 1954-1955 | III Södra Götaland         | 3   | Tobias Svensson                   | Arne Johansson                                       |                         |
| 1955-1956 | III Södra Götaland         | 5   | Gunnar Rydberg Axel Löfgren       | Arne Johansson                                       |                         |
| 1956-1957 | III Södra Götaland         | 4   | Gunnar Rydberg                    | Arne Johansson                                       |                         |
| 1957-1958 | III Södra Götaland         | 6   | John Vikdahl                      | Arne Johansson                                       |                         |
| 1957-1958 | III Södra Götaland         | 6   | John Vikdahl                      | Sture Karlsson Bert-Olof Nylander                    |                         |
| 1959      | III Sydvästra Götaland     | 8   | Rune Ludvigsson Fingal Mårtensson | Lasse Svensson                                       |                         |
| 1960      | IV Halland                 | 9   | Ingemar Pettersson                | Hans-Olof Jensen                                     |                         |
| 1961      | IV Halland                 | 2   | Gunnar Svensson                   | Rolf Claesson                                        |                         |
| 1962      | IV Halland                 | 1   | Gunnar Svensson                   | Hasse Zetterberg Sigvard Nilsson                     |                         |
| 1963      | III Mellersta Götaland     | 3   | Gunnar Svensson                   | Sigvard Nilsson                                      |                         |
| 1964      | III Sydvästra Götaland     | 11  | Rolf Johansson                    | Hasse Zetterberg                                     |                         |
| 1965      | IV Halland                 | 11  | Rolf Johansson                    | Hans-Erik Carlsson                                   |                         |
| 1966      | I Norra Halland            | 8   | Gunnar Svensson                   | Hans-Erik Carlsson                                   |                         |
| 1967      | I Norra Halland            | 6   | Gunnar Svensson                   | Sven-Olof Svensson                                   |                         |
| 1968      | V Södra Halland            | 2   | Hans Ambrosius                    | Sven-Olof Svensson                                   |                         |
| 1969      | V Södra Halland            | 3   | Alf Jönsson                       | Kenneth Svensson                                     |                         |
| 1970      | V Södra Halland            | 9   | Alf Jönsson                       | Lasse Gustavsson                                     |                         |
| 1971      | V Södra Halland            | 9   | Ove Bernhard Rolf Jakobsson       | Tommy Nylander                                       |                         |
| 1972      | V Södra Halland            | 12  | Ove Bernhard Rolf Jakobsson       | Tommy Nylander                                       |                         |
| 1973      | VI Halland, grupp 3        | 2   | Hans Ambrosius                    | Tommy Johansson                                      |                         |
| 1974      | VI Halland, grupp 3        | 1   | Lars Nylander                     | Tommy Johansson                                      |                         |
| 1975      | V Södra Halland            | 1   | Lars Nylander                     | Tommy Johansson Ulf Johansson Tommy Nylander         |                         |
| 1976      | IV Halland                 | 9   | Lars Nylander                     | Tommy Johansson                                      |                         |
| 1977      | IV Halland                 | 2   | Jan Anders Andersson              | Tommy Johansson                                      |                         |
| 1978      | IV Halland                 | 7   | Jan Anders Andersson              | Tommy Johansson                                      |                         |
| 1979      | IV Halland                 | 6   | Jan Anders Andersson              | Tommy Johansson                                      |                         |
| 1980      | IV Halland                 | 2   | Bengt Carnelid                    | Tommy Johansson                                      |                         |
| 1981      | IV Halland                 | 2   | Bengt Carnelid                    | Tommy Johansson                                      |                         |
| 1982      | IV Halland                 | 1   | Hasse Selander                    | Bo-Martin Nylander                                   |                         |
| 1983      | III Sydvästra Götaland     | 9   | Hasse Selander                    | Tommy Johansson                                      |                         |
| 1984      | III Sydvästra Götaland     | 7   | Hasse Selander                    | Tommy Johansson Kjell Persson                        |                         |
| 1985      | III Sydvästra Götaland     | 6   | P G Skoglund                      | Håkan Nilsson                                        |                         |
| 1986      | III Sydvästra Götaland     | 1   | P G Skoglund                      | Håkan Nilsson                                        |                         |
| 1987      | II Västra Götaland         | 1   | Olle Kristenson                   | Håkan Nilsson                                        |                         |
| 1988      | I Södra Götaland           | 12  | Olle Kristenson                   | Håkan Nilsson                                        |                         |
| 1989      | I Södra Götaland           | 14  | Olle Kristenson                   | Håkan Nilsson                                        |                         |
| 1990      | II Södra Götaland          | 4   | Bryan King                        | Håkan Nilsson                                        |                         |
| 1991      | II Västra Götaland (våren) | 1   | Bryan King                        | Håkan Nilsson                                        |                         |
| 1991      | Höstettan                  | 8   | Bryan King                        | Håkan Nilsson                                        |                         |
| 1992      | II Södra Götaland (våren)  | 4   | Stig Kristensson                  | Lennart Bertilsson                                   |                         |
| 1992      | Hösttvåan, Södra Götaland  | 9   | Stig Kristensson                  | Lennart Bertilsson                                   |                         |
| 1993      | II Södra Götaland          | 2   | Stig Kristensson                  | Lennart Bertilsson                                   |                         |
| 1994      | II Södra Götaland          | 1   | Stig Kristensson                  | Lennart Bertilsson Fredrik Hansson                   |                         |
| 1995      | I Södra                    | 9   | Stig Kristensson                  | Agim Aidarevic                                       |                         |
| 1996      | I Södra                    | 11  | Stig Kristensson                  | Agim Aidarevic                                       |                         |
| 1997      | I Södra                    | 9   | Rutger Backe Sven Sjöholm         | Agim Aidarevic                                       |                         |
| 1998      | I Södra                    | 7   | Roberto Jakobsson                 | Danijel Milovanovic                                  |                         |
| 1999      | I Södra                    | 12  | Roberto Jakobsson                 | Danijel Milovanovic                                  |                         |
| 2000      | II Södra                   | 2   | Uno Andersson                     | Daniel Alexandersson                                 |                         |
| 2001      | II Södra                   | 9   | Uno Andersson                     | Daniel Alexandersson                                 |                         |
| 2002      | II Södra                   | 1   | Örjan Glans                       | Daniel Alexandersson Henrik Bertilsson               | 705                     |
| 2003      | Superettan                 | 13  | Örjan Glans                       | Daniel Alexandersson                                 | 1 568                   |
| 2004      | Superettan                 | 12  | Lars Borgström                    | Patrik Lundgren                                      | 1 351                   |
| 2005      | Superettan                 | 8   | Lars Borgström                    | Stefan Rodevåg                                       | 1 626                   |
| 2006      | Superettan                 | 9   | Stig Kristensson                  | Stefan Rodevåg                                       | 1 020                   |
| 2007      | Superettan                 | 14  | Stig Kristensson                  | Emir Kujovic                                         | 1 071                   |
| 2008      | Superettan                 | 7   | Thomas Askebrand                  | Joel Johansson                                       | 1 301                   |
| 2009      | Superettan                 | 6   | Thomas Askebrand                  | Stefan Rodevåg                                       | 1 366                   |
| 2010      | Superettan                 | 7   | Thomas Askebrand                  | Daniel Alexandersson                                 | 1 370                   |
| 2011      | Superettan                 | 7   | Thomas Askebrand                  | Stefan Rodevåg                                       | 1 382                   |
| 2012      | Superettan                 | 13  | Thomas Askebrand                  | Stefan Rodevåg                                       | 1 577                   |
| 2013      | Superettan                 | 1   | Hans Eklund                       | Victor Sköld                                         | 2 217                   |
| 2014      | Allsvenskan                | 13  | Henrik Larsson                    | Stefan Rodevåg                                       | 3 672                   |
| 2015      | Allsvenskan                | 14  | Hans Eklund                       | Hakeem Araba                                         | 3 557                   |
| 2016      | Allsvenskan                | 16  | Hans Eklund                       | Jesper Karlsson                                      | 2 928                   |
| 2017      | Superettan                 | 4   | Hans Eklund                       | Viktor Götesson                                      | 2 889                   |
| 2018      | Superettan                 | 2   | Hans Eklund                       | Chisom Egbuchulam                                    | 2 784                   |
| 2019      | Allsvenskan                | 13  |                                   |                                                      |                         |